# Ness (rzeka)
Ness (ang. River Ness, gael. szk. Abhainn Nis) – rzeka w północnej Szkocji, w jednostce administracyjnej Highland. Długość rzeki wynosi 10 km. Na odcinku 5 km towarzyszy jej Kanał Kaledoński.
Rzeka wypływa z północnego krańca jeziora Loch Ness, około 15 m n.p.m., i płynie w kierunku północno-wschodnim. Przepływa przez miasto Inverness, gdzie uchodzi do zatoki Beauly Firth, będącej odnogą Moray Firth.